# 秋谷智子
秋谷 智子（あきや ともこ、1976年5月14日 - ）は、日本の女性声優。千葉県出身。

## 経歴
短期大学までは幼稚園教諭になる予定だった。
就職活動中に学校で披露した芝居を楽しいと感じ、記念に芸能プロダクションを受験し、そのまま受かる。20歳の時にCMタレントとしてデビュー。以降CMの仕事を行っていたが、1999年にテレビアニメ『おジャ魔女どれみ』の藤原はづき役にオーディションで選ばれ、声優デビューする。なお、オーディションでは当初春風ぽっぷ役で受けたあと、他のキャラも受けるように言われたこと、はづき役を受けた時に一番自分のイメージ通りの声が出せたことなどを後年のインタビューで語っている。
2001年までスターダストに所属。2007年8 - 9月頃から2008年までケッケコーポレーション預かりとなっていた。
2013年12月22日にTwitterにて女児を出産したことを報告した。

## 人物
趣味はスノーボード、バレーボール、カラオケ。特技は野菜の千切り。

## 出演
太字はメインキャラクター。

### テレビアニメ
- おジャ魔女どれみ（1999年 - 2003年、藤原はづき） - 4シリーズ
- 金色のガッシュベル!!（2003年 - 2006年、水野鈴芽）
- 出ましたっ!パワパフガールズZ（2006年 - 2007年、キーン先生）
- キャシャーン Sins（2008年、ソフィータ）
- 俺の妹がこんなに可愛いわけがない（2010年、みやび）
- 夢喰いメリー（2011年、光凪由衣）

### OVA
- おジャ魔女どれみナ・イ・ショ（2004年、藤原はづき）

### 劇場アニメ
- 映画 おジャ魔女どれみ シリーズ（2000年 - 2001年、藤原はづき） - 2作品
- 劇場版 金色のガッシュベル!! シリーズ（2004年 - 2005年、水野鈴芽） - 2作品
- チョコレート・アンダーグラウンド（2009年、マートル・パーキンス[12]）
- 魔女見習いをさがして（2020年、藤原はづき[13]、女子中学生〈妹〉）

### Webアニメ
- ペンギン娘♥はぁと（2008年、リーフ）
- おジャ魔女どれみ お笑い劇場（2019年、藤原はづき[14]）

### ドラマCD
- おジャ魔女どれみ シリーズ （1999年 - 2015年、藤原はづき）
- 明日のナージャ シリーズ （2003年 - 2004年、ニコル）

### ゲーム
2002年
- おジャ魔女どれみドッカ〜ン!にじいろパラダイス（藤原はづき）

2004年
- おジャ魔女あどべんちゃ〜ないしょのまほう（藤原はづき）
- 金色のガッシュベル!! 激闘!最強の魔物達（水野鈴芽）
- 金色のガッシュベル!! うなれ!友情の電撃2（水野鈴芽）

2005年
- 金色のガッシュベル!! ザ・カードバトル for GBA（水野鈴芽）

2011年
- 俺の妹がこんなに可愛いわけがない ポータブル（みやび）

2019年
- ぷよぷよ!!クエスト（藤原はづき）

2020年
- きららファンタジア（光凪由衣）

2024年
- 金色のガッシュベル!! 永遠の絆の仲間たち（水野鈴芽）

### 吹き替え
- くノ一五人衆VS女ドラゴン軍団（翔）

### CM
- 大正漢方胃腸薬
- 花王「バブ」
- サントリー「マグナムドライ」

### CD
- おジャ魔女どれみシリーズ（藤原はづき）
  - 「おジャ魔女 ソロヴォーカルコレクション 藤原はづき篇」
    - 月夜の魔法
      - 作詞：大森祥子、作曲：奥慶一

    - 明日の私
      - 作詞：大森祥子、作曲：奥慶一

  - 「MAHO堂 CDコレクションソロ 藤原はづき」
    - 耳をすまして
      - 作詞・作曲：杉山加奈、編曲：丸尾めぐみ

  - 「キャラクター・ミニアルバム 藤原はづき」
    - 内緒の法則
      - 作詞：大森祥子、作曲・編曲：松浦有希

  - 「FRIENDS MAHO堂ソロVocalアルバム」
    - OK!
      - 作詞・作曲：井上望、編曲：信田かずお

  - 他、MAHO堂メンバーとしての曲は当該項目を参照。
- 金色のガッシュベル!!シリーズ（水野鈴芽）
  - 「金色のガッシュベル!! キャラクターソングシリーズ ガールズサイド」
  - 「金色のガッシュベル!! Collection of Golden Songs」
    - ハートのコンパス
- 夢喰いメリー（光凪由衣）
  - 「夢喰いメリー キャラクターソング 光凪由衣」
    - ツナガル輪
      - 作詞：オミ織葉、作曲・編曲：minami

    - ケミカル・マジカル・クッキング
      - 作詞：夕野ヨシミ、作曲・編曲：SRM